# Saint-Julien-les-Villas
Saint-Julien-les-Villas ist eine französische Gemeinde mit 6.752 Einwohnern (Stand 1. Januar 2022) im Département Aube in der Region Grand Est. Sie gehört zum Arrondissement Troyes und zum Kanton Troyes-4.

## Geografie
Saint-Julien-les-Villas liegt südöstlich der Stadt Troyes an der Seine.

## Name
Der Name des Ortes geht auf den heiligen Julianus (Saint Julien) zurück, nach dem auch die Kirche benannt ist. Während der Französischen Revolution hieß der Ort Sancey, sodass die Einwohner bis heute Sancéens genannt werden.

## Bevölkerungsentwicklung
| Jahr                       | 1962 | 1968 | 1975 | 1982 | 1990 | 1999 | 2007 | 2016 |
| Einwohner                  | 4379 | 5183 | 5926 | 5809 | 6027 | 6420 | 6741 | 6820 |
| Quellen: Cassini und INSEE |      |      |      |      |      |      |      |      |

## Sehenswürdigkeiten
- Kirche Saint-Julien-de-Brioude (aus dem 16. Jahrhundert)

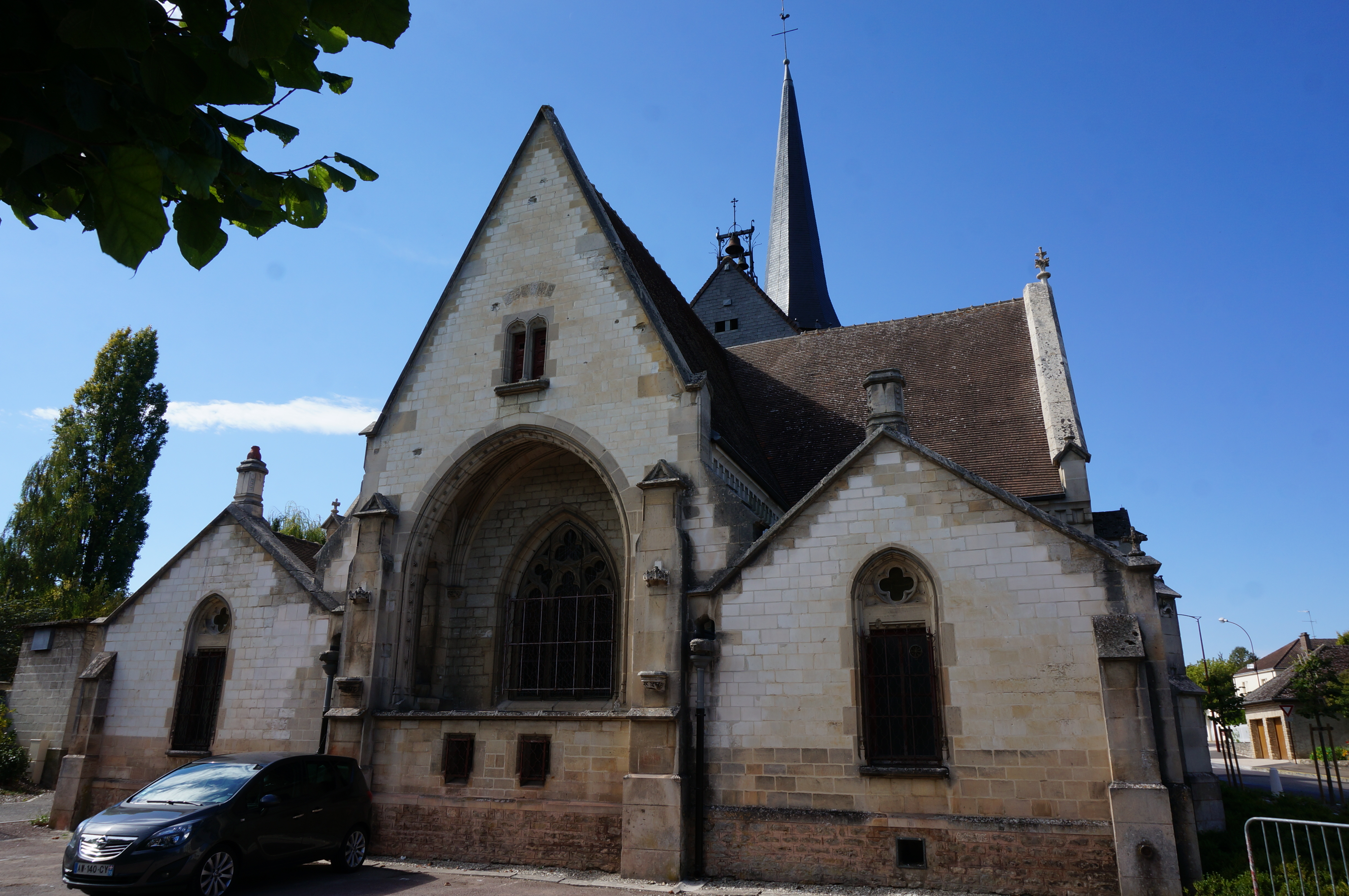
Kirche Saint-Julien-de-Brioude